# تشوغ ليانغ
جوكيه ليانغ (181 - 234) (بالصينية المبسطة: 诸葛亮)، كان واحداً من أبرز الاستراتيجيين في فترة الممالك الثلاث في الصين. كما كان قائدًا سياسيًا، مهندسًا، عالمًا، ومخترعًا. يحمل اسم عائلته "جوكيه" الذي يعد اسمًا مركبًا نادرًا، ويُعتبر في الثقافة الصينية رمزًا للذكاء والفطنة. ينحدر جوكيه ليانغ من سلالة شو هان القديمة.
ساهم جوكيه ليانغ في مساعدة زعيمه ليو باي في تأسيس مملكة شو هان بين عامي 211 و214، بالتعاون مع بانغ تونغ. بعد وفاة ليو باي في عام 223، أوصى جوكيه ليانغ بابنه، ليو شان، ليكون إمبراطور مملكة شو. حاول جوكيه ليانغ عدة مرات (خمس مرات) غزو مناطق مملكة واي الجنوبية، لكن دون جدوى. توفي في عام 234، وترك وصاية العرش لجانغ واي.
وُلد جوكيه ليانغ في المنطقة التي تُعرف الآن بمحافظة شاندونغ في الصين. فقد والديه في سن مبكرة، فتولى عمه رعايته. بعد وفاة عمه، اختار جوكيه ليانغ العيش في عزلة في المنطقة التي تعرف الآن بمحافظة خوباي لمدة عشر سنوات، ومع ذلك كان يراقب شؤون الدولة عن كثب. ثم استدعي للعمل في خدمة حاكم مملكة شو، ليو باي، حيث خدمه كمستشار عسكري طوال حياته.
في وقت كانت فيه مملكة تساو تساو تسيطر على الشمال وتتمتع بالقوة الأكبر، اقترح جوكيه ليانغ تحالفًا بين مملكة شو ومملكة وو الضعيفة نسبيًا ضد تساو تساو، مما أسهم في تشكيل مواجهة استمرت لأكثر من ثلاثين عامًا بين الممالك الثلاث. أسفر هذا التحالف عن هزيمة تساو تساو، الذي تراجع ليظل في شمال النهر الأصفر لعدة سنوات.
بعد ذلك، اندلعت حرب بين مملكتي وو وشو، حيث توفي ليو باي بعد الهزيمة. وقبل وفاته، أوصى جوكيه ليانغ بالعناية بابنه وبمملكة شو. منذ ذلك الحين، كرس جوكيه ليانغ جهوده لإعادة بناء إمبراطورية الهان التي ورثها عن ليو باي. توفي في عام 234، ما أدى إلى سقوط مملكة شو.

## معرض صور

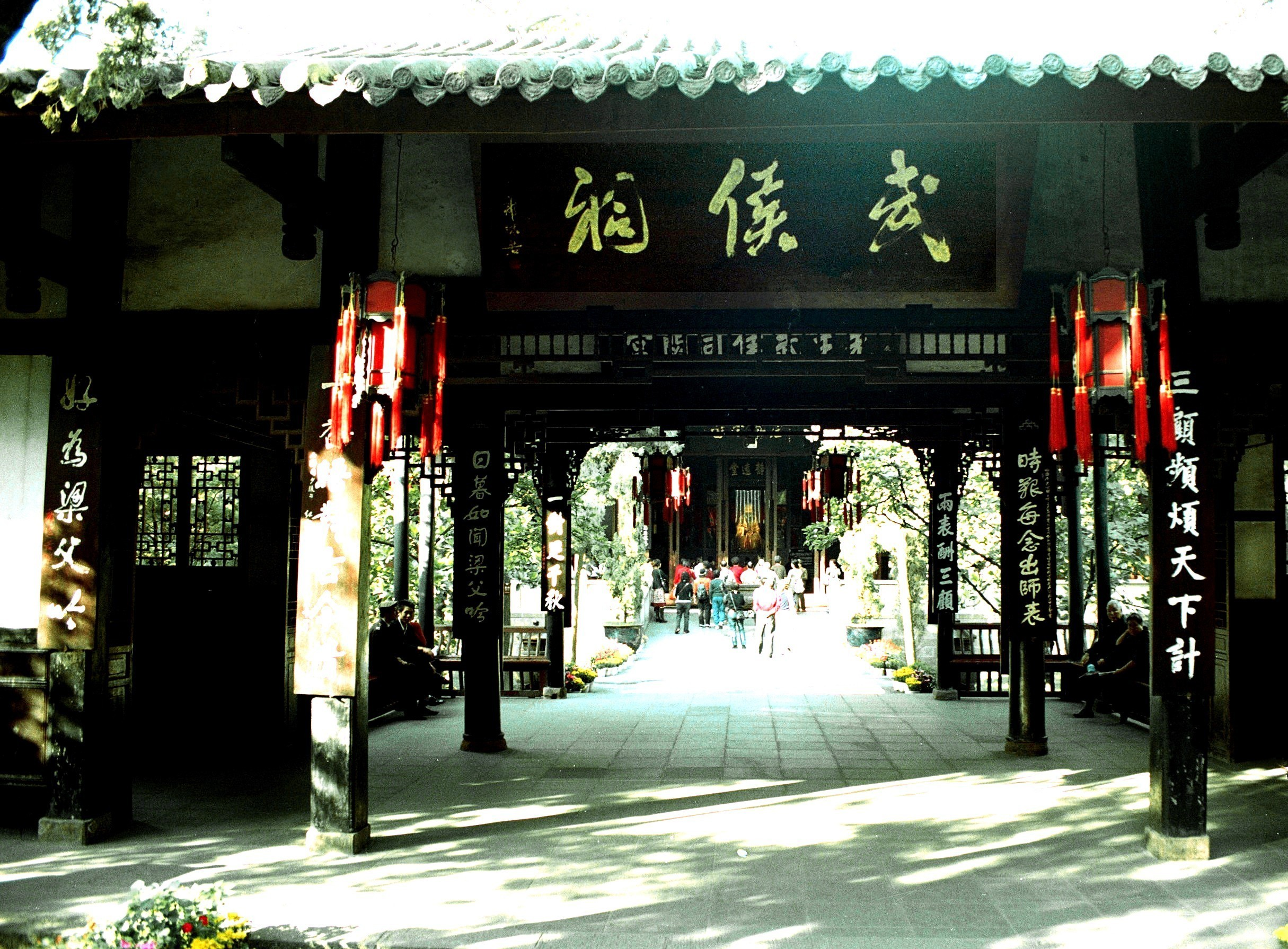
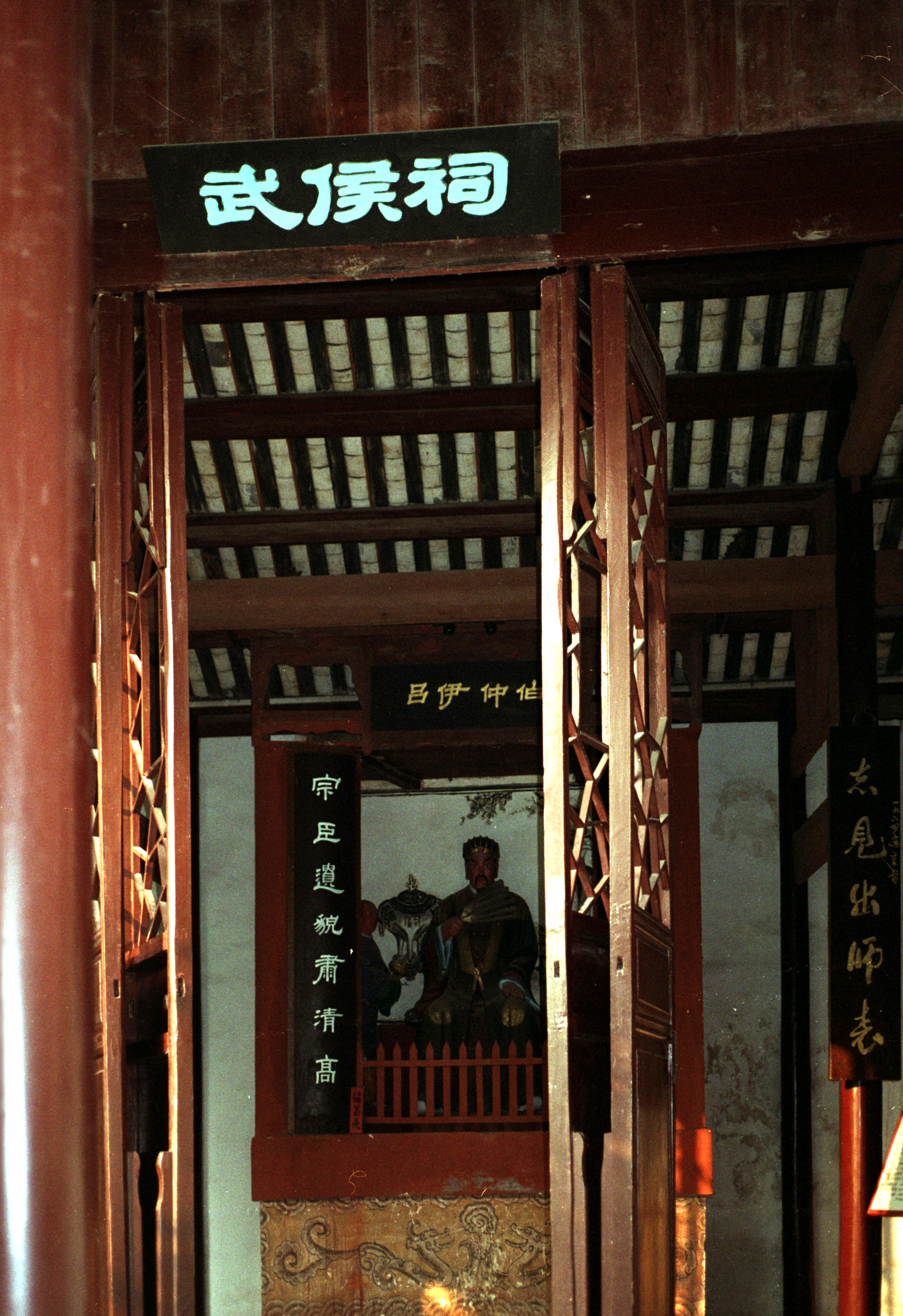
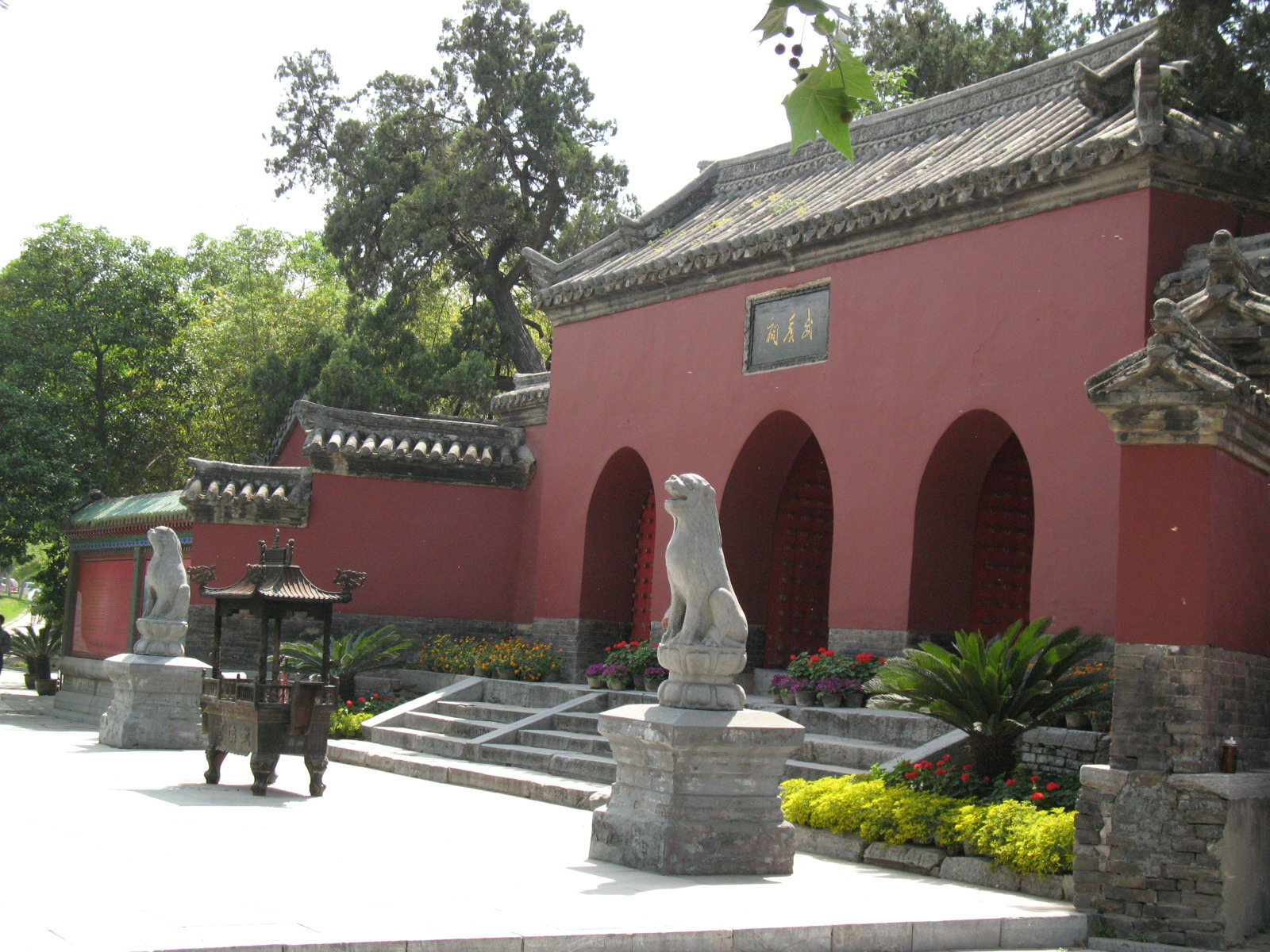
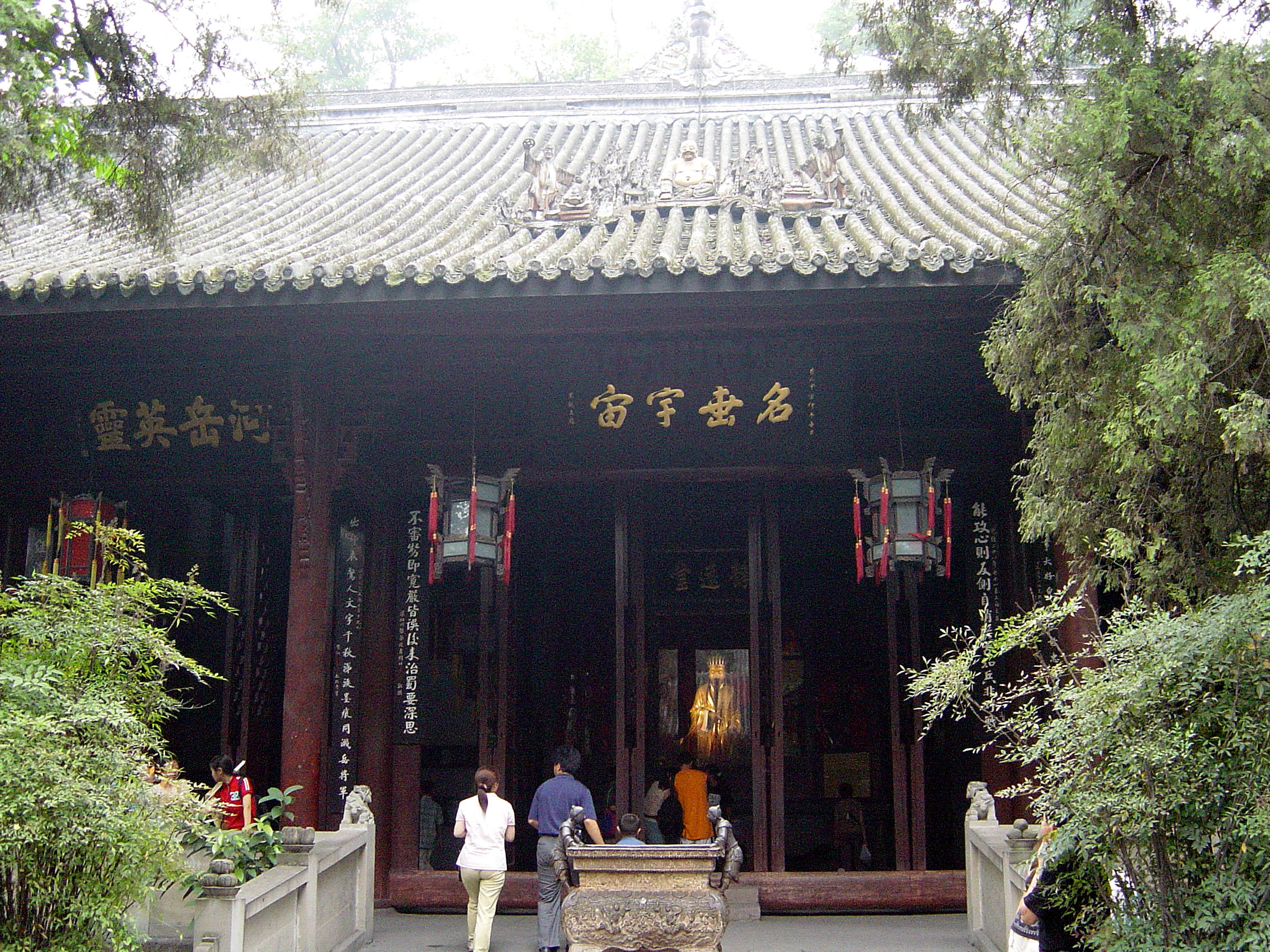

## روابط خارجية
- تشوغ ليانغ على موقع الموسوعة البريطانية (الإنجليزية)